# Kolumbia na Zimowych Igrzyskach Olimpijskich 2010
Kolumbia na Zimowych Igrzyskach Olimpijskich 2010 – występ kolumbijskiej reprezentacji olimpijskiej podczas zimowych igrzysk w Vancouver w 2010 roku.
Reprezentacja składała się z jednej zawodniczki – była nią Cynthia Denzler, która pełniła rolę chorążej podczas ceremonii otwarcia i zamknięcia igrzysk. W dniu otwarcia igrzysk miała 26 lat i 289 dni. W Vancouver wystąpiła w dwóch konkurencjach alpejskich – w slalomie zajęła 51. miejsce, a w slalomie gigancie pominęła jedną z bramek w trakcie pierwszego przejazdu i nie została sklasyfikowana.
Był to debiut Kolumbii w zimowych igrzyskach olimpijskich. Wcześniej, w latach 1932–2008, kraj ten wystawiał swoją reprezentację olimpijską tylko na letnie edycje igrzysk.

## Tło startu

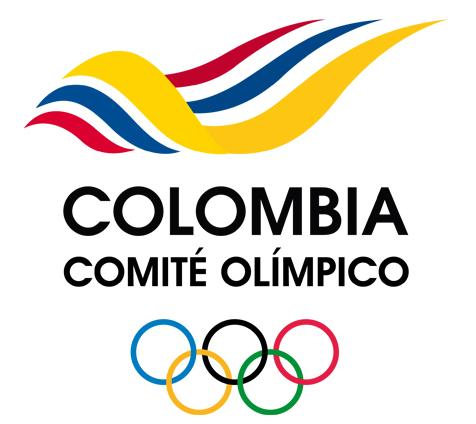
Logo Kolumbijskiego Komitetu Olimpijskiego

### Występy na poprzednich igrzyskach
Kolumbia zadebiutowała w igrzyskach olimpijskich w 1932 podczas letnich igrzysk w Los Angeles, pomimo że nie został jeszcze wtedy powołany Kolumbijski Komitet Olimpijski (hiszp. Comité Olímpico Colombiano, COC) – został założony dopiero w 1936 roku. Na igrzyskach w Los Angeles kolumbijska reprezentacja liczyła jednego sportowca, którym był maratończyk Jorge Perry. Od 1932 do 2008 roku Kolumbijczycy wystąpili w 17 letnich igrzyskach olimpijskich i zdobyli 11 medali – 1 złoty, 3 srebrne i 7 brązowych. Jedyny złoty medal dla Kolumbii zdobyła sztangistka María Isabel Urrutia na igrzyskach w Sydney w 2000 roku.
Pod koniec lat 90. XX wieku Carlos Orlando Ferreira, ówczesny prezes Kolumbijskiej Federacji Łyżwiarskiej (hiszp. Federación Colombiana de Patinaje), próbował stworzyć odpowiednie warunki szkoleniowe do przygotowania kilku kolumbijskich łyżwiarzy szybkich do ewentualnego startu olimpijskiego. Idea ta jednak nie spełniła się w związku z koniecznością poniesienia zbyt dużych nakładów finansowych. W związku z tym pierwszy występ Kolumbii w zimowych igrzyskach olimpijskich nastąpił dopiero w 2010 roku w Vancouver. Kraj ten zadebiutował w zimowej edycji igrzysk wspólnie z Kajmanami, Ghaną, Pakistanem, Peru, Serbią i Czarnogórą.
Pierwsza kolumbijska uczestniczka zimowych igrzysk olimpijskich, alpejka Cynthia Denzler wspomniała, że jest dumna z tego, że będzie pierwszą w historii reprezentantką swojego kraju w zimowych igrzyskach olimpijskich.

### Przygotowania i występy w sezonie przedolimpijskim
Kolumbijska reprezentacja narciarska powstała w 2007 roku, dzięki staraniom Hanspetera Denzlera oraz Andrésa Botero Phillipsbourne’a, członków Kolumbijskiego Komitetu Olimpijskiego. Znajdująca się w kadrze zawodniczka – obywatelka Kolumbii, Stanów Zjednoczonych i Szwajcarii, Cynthia Denzler, przygotowywała się do występu na trasach w Stanach Zjednoczonych i Szwajcarii, a także startowała w zawodach międzynarodowych w Europie, by zyskać doświadczenie i zdobyć wymagane do kwalifikacji olimpijskiej punkty w rankingu FIS.
W sezonie przedolimpijskim wzięła udział w mistrzostwach świata w narciarstwie alpejskim w Val d’Isère. Wystartowała w slalomie i slalomie gigancie, jednak w obu przypadkach nie została sklasyfikowana, nie kończąc pierwszego przejazdu.

### Kwalifikacje olimpijskie
W 2007 roku Cynthia Denzler otrzymała zgodę Kolumbijskiego Komitetu Olimpijskiego, za pośrednictwem ówczesnego przewodniczącego Andrésa Botero Phillipsbourne’a, na udział w kwalifikacjach olimpijskich w barwach Kolumbii.
Okres kwalifikacyjny do igrzysk w Vancouver w przypadku narciarzy alpejskich trwał od lipca 2008 do 25 stycznia 2010. Kwalifikację olimpijską do zawodów w slalomie, slalomie gigancie i zjeździe uzyskali alpejczycy, którzy w tym okresie zdobyli przynajmniej 500 punktów do listy rankingowej publikowanej przez Międzynarodową Federację Narciarską. Z kolei, aby zakwalifikować się do supergiganta i superkombinacji należało zdobyć przynajmniej 120 punktów w tych konkurencjach.
Żadnego z tych kryteriów Denzler nie spełniła, wobec czego musiała starać się o kwalifikację na igrzyska olimpijskiego według kolejnego kryterium. Zgodnie z nim, do olimpijskich zawodów w slalomie i slalomie gigancie zostali zakwalifikowani zawodnicy, którzy wystąpili w mistrzostwach świata w Val d’Isère w 2009 roku oraz w okresie kwalifikacyjnym zdobyli przynajmniej 140 punktów FIS. Reprezentantka Kolumbii wypełniła te kryteria – uczestniczyła w mistrzostwach, choć nie została w nich sklasyfikowana, a także w 7. liście rankingowej FIS, opublikowanej 3 lutego 2010, zdobyła łącznie 92,41 pkt w slalomie i 79,24 pkt w slalomie gigancie, dzięki czemu sumarycznie przekroczyła wymagany limit 140 punktów.  

### Prawa transmisyjne
Z uwagi na coraz większe zainteresowanie sportami zimowymi w Ameryce Południowej, w trakcie trwania igrzysk konieczne było zapewnienie możliwości śledzenia rywalizacji olimpijskiej przez mieszkańców tego kontynentu. Na obszarze Kolumbii prawa do transmisji igrzysk olimpijskich w Vancouver otrzymał nadawca Señal Colombia, dzięki któremu, zdaniem dyrektora Kolumbijskiego Radia i Telewizji – Douglasa Velásqueza Jácome, igrzyska były dostępne dla 94,8% mieszkańców kraju. Transmisje odbywały się trzy razy dziennie (o 7:00 rano, o 12:00 w południe i o 21:30 wieczorem), każda z nich trwała godzinę. Zawody komentowane były przez Carlosa Julio Guzmána – komentatora sportowego oraz Annię Hidalgo – dziennikarkę redakcji sportowej.
Ponadto transmisje z igrzysk na obszarze Kolumbii, Argentyny, Boliwii, Chile, Ekwadoru, Paragwaju, Peru i Urugwaju prowadziła amerykańska stacja Entertainment and Sports Programming Network za pośrednictwem telewizji kablowej i satelitarnej. Prawa do emisji zawodów olimpijskich online miała natomiast Terra Networks.

## Skład reprezentacji
W skład reprezentacji Kolumbii na igrzyskach w Vancouver weszła jedna zawodniczka – narciarka alpejska Cynthia Denzler. Zawodniczka urodziła się 12 maja 1983 roku w Santa Ana w amerykańskim stanie Kalifornia. Ma obywatelstwo amerykańskie, jak również szwajcarskie, gdyż jej rodzice są Szwajcarami. W 2007 roku otrzymała również kolumbijskie obywatelstwo, które pozwoliło jej reprezentować Kolumbię na arenie międzynarodowej od sezonu 2007/2008. W barwach tego kraju wystąpiła w 2009 roku na mistrzostwach świata w narciarstwie alpejskim w Val d’Isère, jak i w zawodach juniorskich, uniwersyteckich i innych międzynarodowych. Podczas igrzysk w Vancouver wzięła udział w dwóch konkurencjach – slalomie gigancie i slalomie, które przeprowadzono w dniach 24–26 lutego.
W skład delegacji olimpijskiej, poza Cynthią Denzler, weszli: jej ojciec – Hanspeter Denzler oraz jej brat – Fabian Denzler. Obaj pełnili rolę trenerów zawodniczki. Delegacja wyleciała do Vancouver 10 lutego 2010 i zamieszkała w wiosce olimpijskiej.

## Udział w ceremoniach otwarcia i zamknięcia igrzysk

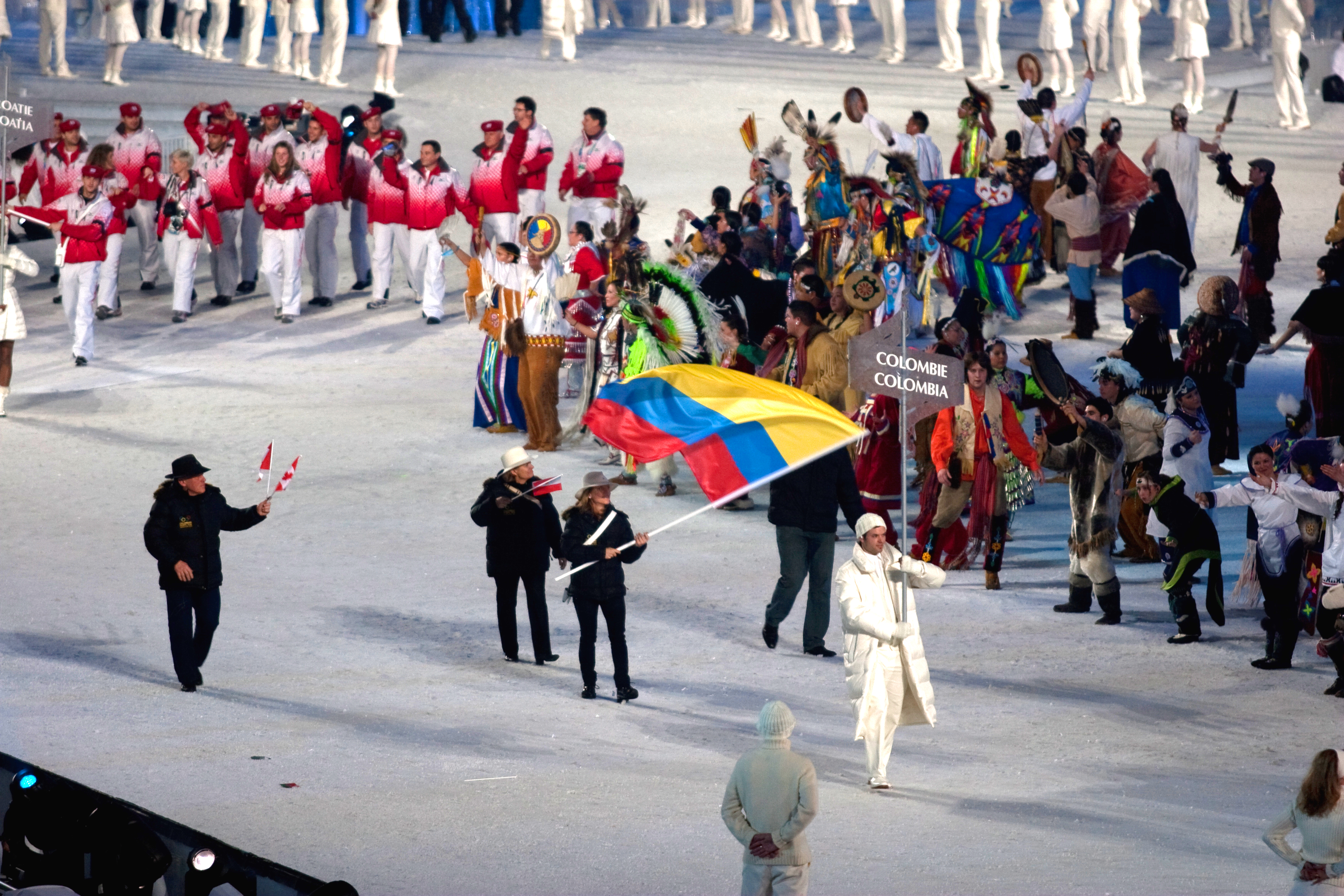
Reprezentacja Kolumbii podczas ceremonii otwarcia igrzysk olimpijskich w Vancouver

Rolę chorążej reprezentacji Kolumbii podczas ceremonii otwarcia zimowych igrzysk olimpijskich w Vancouver, przeprowadzonej 12 lutego 2010 w hali BC Place Stadium, pełniła alpejka Cynthia Denzler. Kolumbijska reprezentacja weszła na stadion jako 19. w kolejności – pomiędzy ekipami z Chińskiej Republiki Ludowej i Chorwacji. Kolumbia była jednym z pięciu państw Ameryki Południowej reprezentowanych na igrzyskach w Vancouver, wraz z Argentyną, Brazylią, Chile i Peru.
Denzler była również chorążą podczas ceremonii zamknięcia igrzysk, zorganizowanej 28 lutego 2010.

## Wyniki

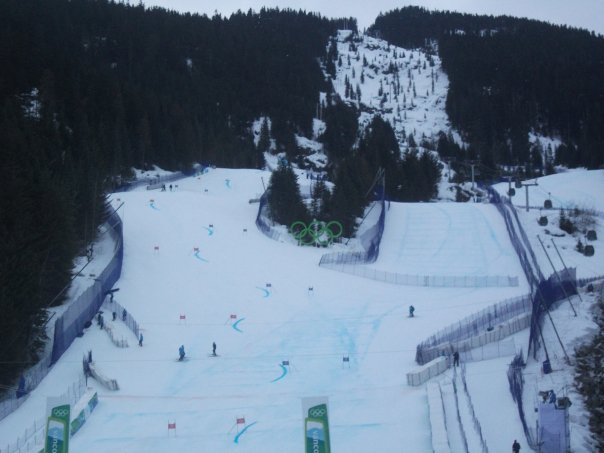
Whistler Creekside – arena zmagań narciarzy alpejskich podczas igrzysk olimpijskich w Vancouver

### Narciarstwo alpejskie
Rywalizacja olimpijska w narciarstwie alpejskim na igrzyskach w Vancouver odbyła się w dniach 15–27 lutego 2010 w Whistler Creekside. Jedyna reprezentantka Kolumbii w tej dyscyplinie, Cynthia Denzler, uczestniczyła w dwóch konkurencjach, które przeprowadzono od 24 do 26 lutego.
Pierwszą konkurencją, w której wzięła udział, był slalom gigant. Nie ukończyła jednak już pierwszego przejazdu – pominęła jedną z bramek zlokalizowanych na trasie i nie została sklasyfikowana. Dwa dni później wystąpiła w zawodach w slalomie. W pierwszym przejeździe uzyskała czas 1:01,14, co dawało jej 63. miejsce. Wyprzedziła w tej rundzie siedem sklasyfikowanych zawodniczek, a do alpejki z najlepszym czasem, Marii Riesch, straciła 10,39 sekundy. W drugim przejeździe reprezentantka Kolumbii osiągnęła czas słabszy o 0,11 sekundy od pierwszego i zajęła 49. miejsce w gronie 55 sklasyfikowanych zawodniczek. Do najlepszej w tym przejeździe, Marlies Schild, straciła 9,33 sekundy. Łącznie w slalomie gigancie Denzler zajęła 51. miejsce ze stratą 19,5 sekundy do mistrzyni olimpijskiej, Riesch. Finalnie Denzler pokonała cztery sklasyfikowane zawodniczki, za nią były Yina Moe-Lange z Danii, Sofia Papamichalopulos z Cypru, Jacky Chamoun z Libanu i Marjan Kalhor z Iranu.
| Konkurencja          | Zawodniczka     | Zjazd 1 | Zjazd 1 | Zjazd 2 | Zjazd 2 | Łącznie | Łącznie |
| Konkurencja          | Zawodniczka     | Czas    | Miejsce | Czas    | Miejsce | Czas    | Miejsce |
| -------------------- | --------------- | ------- | ------- | ------- | ------- | ------- | ------- |
| Slalom kobiet        | Cynthia Denzler | 1:01,14 | 63.     | 1:01,25 | 49.     | 2:02,39 | 51.     |
| Slalom gigant kobiet | Cynthia Denzler | DNF     | DNF     | NQ      | NQ      | DNF     | DNF1    |

## Po igrzyskach
Pomimo niespełnienia swoich oczekiwań odnośnie do zajęcia miejsca w czołowej trzydziestce którejś z konkurencji podczas igrzysk olimpijskich, Cynthia Denzler w wywiadzie wyraziła swoje zadowolenie z tego, że wzięła udział w igrzyskach oraz nadzieję na to, że jej uczestnictwo spowoduje wzrost zainteresowania sportami zimowymi w kraju.